# 栃乃藤達之
栃乃藤 達之（とちのふじ たつゆき、1969年11月15日 - ）は福岡県糸島郡志摩町（現・糸島市）出身で春日野部屋に所属した元大相撲力士。本名は草野 達之（くさの たつゆき）。身長180cm、体重199kg。得意手は突き押し。最高位は東前頭11枚目（1993年5月場所）。現在は若者頭。

## 人物
中学時代は柔道などをやり体が大きかったため、知人の紹介で春日野部屋に入門し、1985年3月場所で初土俵を踏んだ。幕下までは順調に番付を上げて行ったが、右肘の故障のため三段目で低迷した時期もあった。しかし、1991年1月場所から十両昇進を決めるまでの9場所中8場所勝ち越して、1992年7月場所には十両に昇進した。重い腰を生かした重量感ある突き押し相撲で十両を4場所で通過し、1993年3月場所に新入幕を果たした。しかし、幕内では巨体を生かした自分の相撲が取りきれず苦戦し、在位は2場所に終わった。このころ寺尾に「タンス」とのニックネームをつけられた。幕内陥落後も故障を抱えながらも十両や幕下で長く土俵を務めた。2000年11月場所後には兄弟子の元十両・栃天晃が若者頭就任を辞退したため、栃乃藤が代わりに若者頭に就任することとなり2001年1月1日付で現役を引退し、若者頭に転身した（番付では同年1月場所まで掲載）。

## 主な成績
- 生涯成績：414勝387敗17休（95場所） 勝率.517
- 幕内成績：12勝18敗（2場所） 勝率.400
- 各段優勝：幕下1回（1998年3月場所）

| | 一月場所 初場所（東京） | 三月場所 春場所（大阪） | 五月場所 夏場所（東京） | 七月場所 名古屋場所（愛知） | 九月場所 秋場所（東京）  | 十一月場所 九州場所（福岡） |
| --- | ----------------------- | ----------------------- | ----------------------- | --------------------------- | ------------------------ | --------------------------- |
| 1985年 （昭和60年） | x                       | （前相撲）              | 西序ノ口7枚目 4–3       | 西序二段136枚目 4–3         | 東序二段113枚目 1–6      | 東序二段140枚目 3–4         |
| 1986年 （昭和61年） | 東序ノ口10枚目 5–2      | 西序二段101枚目 5–2     | 西序二段64枚目 3–4      | 西序二段86枚目 4–3          | 西序二段63枚目 4–3       | 西序二段32枚目 6–1          |
| 1987年 （昭和62年） | 西三段目69枚目 1–6      | 西序二段2枚目 6–1       | 西三段目45枚目 2–5      | 東三段目70枚目 5–2          | 東三段目44枚目 4–2–1     | 東三段目26枚目 4–3          |
| 1988年 （昭和63年） | 西三段目11枚目 4–3      | 西幕下55枚目 1–6        | 東三段目31枚目 6–1      | 東幕下52枚目 3–4            | 東三段目7枚目 休場 0–0–7 | 西三段目68枚目 5–2          |
| 1989年 （平成元年） | 西三段目35枚目 3–4      | 東三段目49枚目 4–3      | 東三段目30枚目 3–4      | 西三段目43枚目 5–2          | 西三段目11枚目 3–4       | 西三段目24枚目 5–2          |
| 1990年 （平成2年） | 東三段目筆頭 4–3        | 西幕下51枚目 5–2        | 西幕下31枚目 3–4        | 東幕下41枚目 3–4            | 西幕下49枚目 4–3         | 東幕下37枚目 3–4            |
| 1991年 （平成3年） | 西幕下49枚目 4–3        | 東幕下40枚目 4–3        | 東幕下32枚目 4–3        | 西幕下21枚目 4–3            | 西幕下14枚目 3–3–1       | 東幕下24枚目 5–2            |
| 1992年 （平成4年） | 東幕下15枚目 5–2        | 西幕下4枚目 5–2         | 東幕下筆頭 4–3          | 西十両12枚目 10–5           | 東十両5枚目 8–7          | 東十両2枚目 9–6             |
| 1993年 （平成5年） | 東十両筆頭 9–6          | 西前頭13枚目 8–7        | 東前頭11枚目 4–11       | 東十両3枚目 6–9             | 東十両8枚目 7–8          | 東十両11枚目 5–9–1          |
| 1994年 （平成6年） | 西幕下4枚目 5–2         | 東幕下筆頭 4–3          | 西十両12枚目 10–5       | 東十両7枚目 6–9             | 東十両10枚目 8–7         | 西十両5枚目 6–9             |
| 1995年 （平成7年） | 西十両11枚目 8–7        | 西十両10枚目 5–10       | 西幕下2枚目 2–5         | 西幕下14枚目 3–4            | 西幕下21枚目 4–3         | 西幕下15枚目 3–2–2          |
| 1996年 （平成8年） | 西幕下21枚目 3–4        | 西幕下33枚目 5–2        | 西幕下18枚目 5–2        | 東幕下9枚目 4–3             | 西幕下7枚目 5–2          | 西幕下3枚目 4–3             |
| 1997年 （平成9年） | 西十両13枚目 8–7        | 西十両11枚目 2–8–5      | 東幕下9枚目 5–2         | 西幕下3枚目 2–5             | 西幕下15枚目 3–4         | 西幕下22枚目 2–5            |
| 1998年 （平成10年） | 東幕下41枚目 5–2        | 東幕下26枚目 優勝 7–0   | 東幕下筆頭 4–3          | 西十両13枚目 9–6            | 東十両10枚目 1–14        | 東幕下13枚目 6–1            |
| 1999年 （平成11年） | 東幕下2枚目 4–3         | 西幕下筆頭 5–2          | 東十両12枚目 4–11       | 東幕下4枚目 2–5             | 東幕下15枚目 4–3         | 西幕下10枚目 4–3            |
| 2000年 （平成12年） | 西幕下6枚目 1–6         | 東幕下26枚目 1–6        | 西幕下48枚目 6–1        | 西幕下22枚目 2–5            | 西幕下38枚目 4–3         | 東幕下31枚目 4–3            |
| 2001年 （平成13年） | 西幕下25枚目 引退 –     | x                       | x                       | x                           | x                        | x                           |
| 各欄の数字は、「勝ち-負け-休場」を示す。 優勝 引退 休場 十両 幕下 三賞：敢=敢闘賞、殊=殊勲賞、技=技能賞 その他：★=金星 番付階級：幕内 - 十両 - 幕下 - 三段目 - 序二段 - 序ノ口 幕内序列：横綱 - 大関 - 関脇 - 小結 - 前頭（「#数字」は各位内の序列） |                         |                         |                         |                             |                          |                             |

### 幕内対戦成績
| 力士名 | 勝数 | 負数 | 力士名   | 勝数 | 負数 | 力士名   | 勝数 | 負数 | 力士名 | 勝数 | 負数 |
| ------ | ---- | ---- | -------- | ---- | ---- | -------- | ---- | ---- | ------ | ---- | ---- |
| 蒼樹山 | 1    | 0    | 小城ノ花 | 0    | 1    | 春日富士 | 0    | 2    | 北勝鬨 | 0    | 1    |
| 鬼雷砲 | 1    | 1    | 剣晃     | 0    | 1    | 琴稲妻   | 1    | 1    | 琴椿   | 1    | 0    |
| 琴富士 | 1    | 1    | 琴別府   | 0    | 1    | 大翔鳳   | 0    | 1    | 大善   | 0    | 1    |
| 隆三杉 | 1    | 1    | 寺尾     | 0    | 1    | 時津洋   | 0    | 1    | 豊ノ海 | 1    | 1    |
| 浪乃花 | 2    | 0    | 肥後ノ海 | 1    | 0    | 日立龍   | 1    | 0    | 水戸泉 | 1    | 1    |

## 改名歴
- 草野 達之（くさの たつゆき）1985年3月場所-1986年11月場所
- 栃ノ藤 達之（とちのふじ-）1987年1月場所-1988年11月場所
- 栃乃藤 達之（とちのふじ-）1989年1月場所-2001年1月場所
  - 栃ノ（乃）藤は春日野部屋入門時に面倒を見てもらった藤木氏の「藤」から由来している。